# Herzogenburg
Herzogenburg ist eine Stadtgemeinde mit 7990 Einwohnern (Stand 1. Jänner 2025) im Bezirk St. Pölten im unteren Traisental in Niederösterreich.

## Geografie

### Geografische Lage
Herzogenburg liegt im unteren Traisental in Niederösterreich an der Kremser Schnellstraße S 33 etwa 11 km nördlich von St. Pölten (Landeshauptstadt von Niederösterreich) und circa 20 km südlich von Krems (jeweils Straßenkilometer). Die Fläche der Stadtgemeinde umfasst 46,09 km². 28,6 % der Fläche sind bewaldet.

### Gemeindegliederung
Das Gemeindegebiet umfasst 17 Ortschaften (in Klammern Einwohnerzahl Stand 1. Jänner 2025):
- Adletzberg (71)
- Angern (140)
- Ederding (66)
- Einöd (238)
- Gutenbrunn (144)
- Heiligenkreuz (19)
- Herzogenburg (3285) samt Am Hainer Berg und Krenntal
- Oberhameten (27)
- Oberndorf in der Ebene (2041)
- Oberwinden (238)
- Ossarn (807)
- Pottschall (4)
- St. Andrä an der Traisen (621)
- Unterhameten (32)
- Unterwinden (155)
- Wielandsthal (94)
- Wiesing (8)

Die Gemeinde besteht aus den Katastralgemeinden Adletzberg, Angern, Ederding, Einöd, Gutenbrunn, Hameten, Herzogenburg, Oberndorf in der Ebene, Oberwinden, Ossarn, Pottschal, St. Andrä an der Traisen, Unterwinden und Wielandsthal.

### Eingemeindungen
Mit 1. Jänner 1968 wurde die Gemeinde Ederding mit Herzogenburg zusammengelegt, mit 1. Jänner 1971 Gutenbrunn und Sankt Andrä an der Traisen.

## Geschichte

### Jungsteinzeit bis zum 19. Jahrhundert
Der Raum Herzogenburg ist seit der Jungsteinzeit besiedelt und gehört somit zu den ältesten bewohnten Gebieten Österreichs. Im Altertum war es Teil der römischen Provinz Noricum.
- Flur Kalkofen:

In der Herzogenburger Flur Kalkofen wurde eine frühlatènezeitliche Gräbergruppe freigelegt. Sie besteht aus drei kreisförmigen und einer quadratischen Grabanlage mit einigen Grabbeigaben. Eine Tierkopffibel, eine Fibel mit angelötetem Profilzierrat und ein Griffangelschwert mit menschlichem Gesicht als Griffknauf sind die wichtigsten Objekte. Südlich davon wurde eine spätlatènezeitliche Siedlung mit einem Töpferofen ergraben. Der Ofen besitzt zwei Heizkanäle, die durch Steinplatten voneinander getrennt sind und eine Lochplatte für das Brenngut. Das Modell eines derartigen Ofens ist im Urgeschichtemuseum Schloss Asparn zu sehen. Die Keramikfunde werden ebenfalls in die Spätlatènezeit datiert.
- Oberndorf in der Ebene:

Ein keltisches Gräberfeld wurde 1982/83 im unteren Traisental im Zug der Bauarbeiten für den Schnellstraßenzubringer „Herzogenburg Süd“ bei Oberndorf in der Ebene freigelegt. Es enthielt 14 Brandgräber aus der Hallstatt- und 4 Brand- sowie 18 Körperbestattungen aus der frühen Latènezeit. Aus der Latèneperiode stammen einige Kriegergräber sowie eine Doppelbestattung von zwei Frauen (Grabbeigaben sind Halsreifen, eine Situla und eine Linsenflasche), weiters eine Vierfachbelegung mit quadratischen oder runden Grabeinfassungen. Ein Frauengrab enthielt Arm- und Fußreife, sowie eine Fibel vom Typ Weidach, die zu den spätesten Hallstatt-Fibeltypen zählt. In unmittelbarer Nähe, in der Katastralgemeinde Unterradlberg, wurde ein eiserner Achsnagel aus der Frühlatène mit bronzener Maskenverzierung gefunden.
- Neuzeit:

Der Ort wurde erstmals 1014 urkundlich erwähnt. Der Name leitet sich von „Burg der Herzöge“ ab. Im 9. Jahrhundert gründeten zwei Brüder und Grenzgrafen der bayrischen Ostmark namens Wilhelm II. und Engelschalk I., die 871 im Kampf gegen die Mährer fielen, eine Grenzfestung. Die rasche Ansiedelung im Schutze dieser Anlage unterstreicht deren besondere Bedeutung. Für die Verwendung des Namens Herzogenburg (ab 1014 nachweisbar) mag eine Rolle gespielt haben, dass die Festung der genannten Grenzgrafen in der Folge den bayerischen Herzögen unterstanden hatte.
Die Markgrafen der nach dem Ungarnsturm (907–955) neu aufgerichteten Grenzmark blieben noch lange nach der 1156 erfolgten Erhebung zum Herzogtum Österreich im Raum Herzogenburg begütert. So findet sich im Nekrolog der Propstei St. Andrä an der Traisen unter dem Datum 4. November 1203 der Eintrag: „Ruedegerus Marchio“ (Markgraf Rüdiger). Dieser wird in der Literatur mitunter als historisches Vorbild für die fiktive Figur des Rüdiger von Bechelaren im Nibelungenlied genannt.
- Der „Untere Markt“:

Er ist der älteste Teil und entstand im Gebiet der heutigen Wiener Straße um die Burg des Herzogs. Die Siedlung erhielt schon 1100 das Marktrecht. Der Marktplatz befand sich auf dem heutigen Rathausplatz. Im Jahre 1192 wurde der im Besitz der Babenberger, der österreichischen Landesfürsten, befindliche „Untere Markt“ im Abtausch mit Gebieten um Neunkirchen (Niederösterreich) an das Stift Formbach am Inn übertragen, das bis 1803 die Grundherrschaft ausübte, wodurch die Bürger des unteren Marktes grundherrschaftliche Untertanen dieses bayrischen Stiftes waren.
- Der „Obere Markt“:

Im Jahre 1014 schenkte Kaiser Heinrich II. dem Bischof von Passau einen Grund zur Errichtung einer Kirche. Etwas außerhalb des bestehenden Ortes, erhöht auf einer Schotterstufe, entstanden im Bereich des heutigen Kirchenplatzes die romanische Kirche zum heiligen Stefan, ein Pfarrhaus, ein Friedhof mit Karner, sowie ein kleiner Ortsteil „auf der Widem“ (= der Kirche gewidmet).

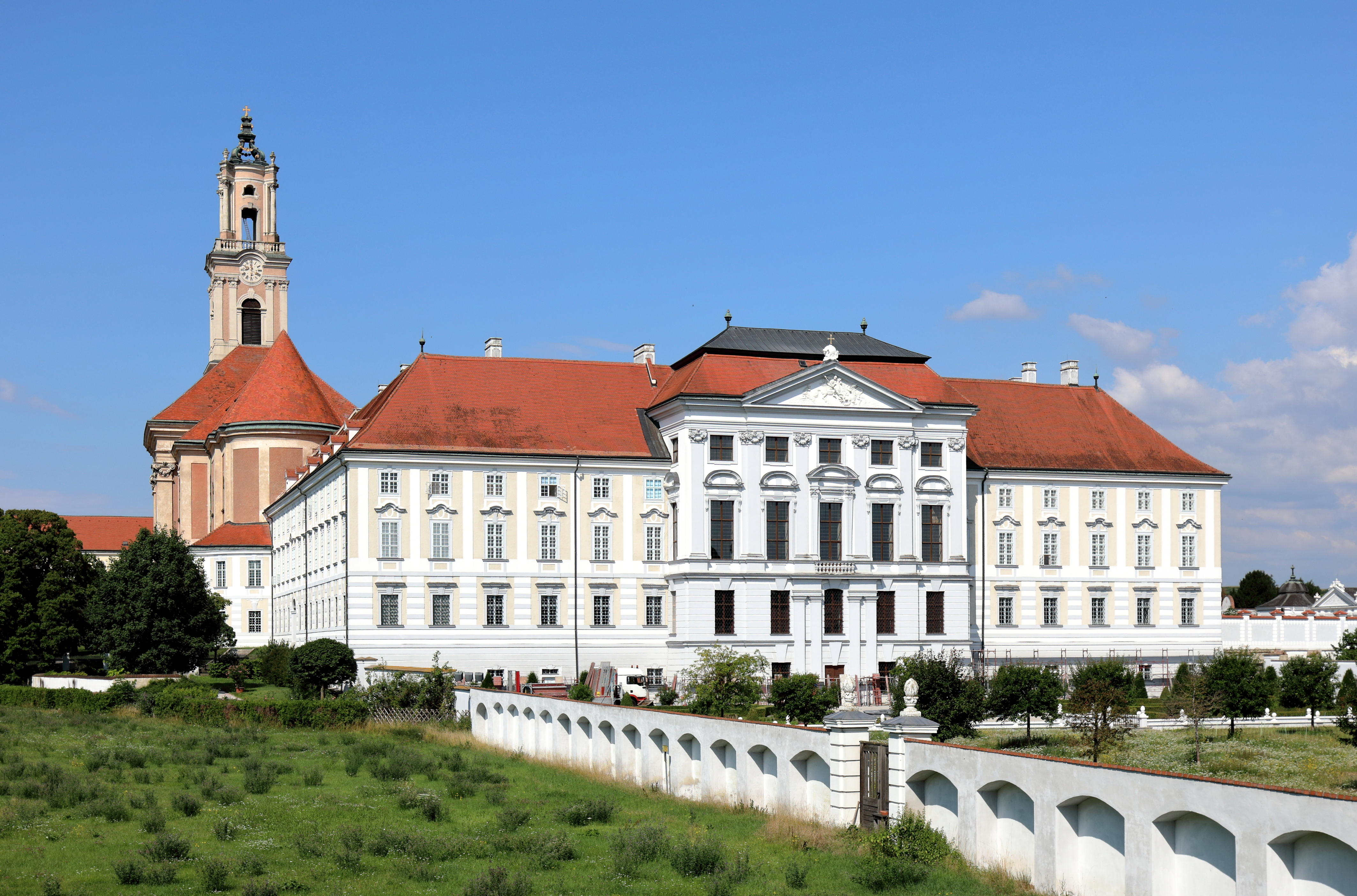
Ostansicht des Augustiner-Chorherrenstiftes, das in der ersten Hälfte des 18. Jahrhunderts seine heutige Erscheinungsform erhielt

1244 wurde das Augustiner-Chorherren- und Chorfrauenstift St. Georgen nach Herzogenburg verlegt. Mit den Chorherren kamen viele Dienstleute und Handwerker und es entstand der neue Ortsteil Herzogenburg auf der Widem. 1548 erhielt er das Marktrecht. Er wurde Oberer Markt genannt, weil er höher gelegen war, die Verwaltung erfolgte durch das Chorherrenstift.
Der gesamte Ort wurde zu Beginn des 14. Jahrhunderts mit einem zwei Kilometer langen und vier Meter tiefen Graben umgeben, der von einem Erdwall begleitet wurde. Mehrfache Eroberungen und Zerstörungen auch des Stiftes im Spätmittelalter konnten dennoch nicht verhindert werden.
Beide Märkte lagen auch später innerhalb einer gemeinsamen Mauer, die 1598 errichtet wurde, weil Herzogenburg von der ersten Türkenbelagerung 1529 bis zur zweiten 1683 Kriegsgebiet war. Dabei war der Ort auch voll von den Wirren des Dreißigjährigen Krieges von 1618 bis 1648 betroffen. Im Gegensatz zu Krems, das die Schweden 1645 eroberten, und St. Andrä an der Traisen, das 1683 einem türkischen Angriff zum Opfer fiel, wurde aber Herzogenburg in dieser langen Kriegszeit nie eingenommen, wobei das Stift Herzogenburg bei der Verteidigung die entscheidende Rolle spielte.
Beide Märkte blieben infolge der unterschiedlichen Grundherrschaftsverhältnisse streng voneinander getrennt. Jeder hatte ein eigenes Wappen, eigene Verwaltung, eigene Gerichtsbarkeit und ein eigenes Amtshaus.
1421 war das Jahr der Verfolgung, Vertreibung und Verbannung aller Herzogenburger Juden aufgrund des Edikts des Habsburger-Herzogs Albrecht V. im Zuge der sogenannten Wiener Gesera. (Gesamtösterreichische wegen eines angeblichen Hostienfrevels in Enns erfolgte Judenverfolgung und -vernichtung in 17 österreichischen Orten.)

### Vom 19. Jahrhundert bis zum Zweiten Weltkrieg
1808 wurden die Märkte vereinigt, das Wappen des unteren Marktes vom vereinigten Markt übernommen.
Nach der Revolution von 1848 und der Umwandlung der Grundherrschaften in Gebietskörperschaften wurde Herzogenburg Marktgemeinde mit erstmals gewählten Gemeinderäten und Bürgermeistern.
1875 verlegte Carl Grundmann sein 1862 in Wien gegründetes Unternehmen nach Ossarn und 1880 nach Herzogenburg und errichtete eine neue Fabrik an der Traisen. Damit legte er den Grundstein für die Entstehung des Industriezentrums Herzogenburg, das bis dahin eine überwiegend agrarische und gewerbliche Sozialstruktur aufwies. Schon 1914 waren die Gebrüder-Grundmann-Werke, die 2012 ihr 150. Bestandsjubiläum feierten, mit über vierhundert Beschäftigten der größte Schließwarenhersteller der Donaumonarchie. Die 1927 trotz der geringen Einwohnerzahl von 2700 erfolgte Stadterhebung war die Folge dieser Entwicklung.
Ab 1930 wurde der Herzogenburger Fliegerklub von dem bekannten Flugzeugkonstrukteur Erwin Musger geleitet. Er erfand nach dem Krieg den Stahlrahmen für Motorräder, was den Grazer Puchwerken zu einem Verkaufsboom von über 300.000 Stück verhalf. Musger ist somit einer der Väter des österreichischen Wirtschaftswunders ab 1949, da seine Erfindung auch in den hunderttausenden Puch-Rollern und Mopeds angewendet wurde, wodurch in Graz viele neuen Arbeitsplätze geschaffen werden konnten. Somit ist Musger wie Carl Grundmann ein Herzogenburger Techniker von Weltrang, da seine Erfindung den gesamten europäischen Motorradbau revolutionierte.

### Zweiter Weltkrieg und Nachkriegszeit
Im Zweiten Weltkrieg befand sich nördlich des Stiftes ein Fliegerhorst der deutschen Luftwaffe, dessen bauliche Infrastruktur teilweise noch erhalten ist. Am Hohen Kölbling, einer Erhebung westlich der Stadt, befanden sich eine Segelfliegerschule sowie eine Luftüberwachungsstation, deren Fundament auf der Südseite trotz massiven Beschusses noch erkennbar ist. Erwin Musger entwickelte hier von 1933 bis 1937 seine Konstruktionen.
Ab 1944 waren die Grundmann-Werke in Herzogenburg Ziel alliierter Luftangriffe, die beträchtlichen Schaden anrichteten, jedoch die Bausubstanz des Stiftes verschonten. Gegen Ende des Zweiten Weltkrieges wurden ab Mitte 1944 bis zur „Evakuierung“ im Frühjahr 1945 ungarische Juden, überwiegend Frauen, von der Firma Rudolf Riefenthaler als Zwangsarbeiter im Betonwerk eingesetzt. Im April 1945 kam es im Raum Herzogenburg zu teilweise heftigen Endkämpfen, an die ein russischer Soldatenfriedhof erinnert.
Von 1945 bis 1955 war Herzogenburg durch sowjetische Truppen besetzt. Im ersten Jahr der Besatzungszeit sicherte Minna Nemec, der „Engel von Herzogenburg“, gemeinsam mit ihrer Assistentin, Schwester Anna Naschenweng, als einzige Ärztin im Umkreis von 20 Kilometern die ärztliche Versorgung der Bevölkerung und der sowjetischen Soldaten. Sie war als Medizinerin des Roten Kreuzes aus Wien in das Kampfgebiet Herzogenburg gekommen und blieb bis zu ihrer schweren Parkinson-Erkrankung 1955 als praktische Ärztin in Herzogenburg. Als sozialdemokratisches Mitglied des Gemeinderates baute sie auch das städtische Gesundheitswesen ab 1945 völlig neu auf.
Erst nach dem Staatsvertrag setzte ein wirtschaftlicher Aufschwung der Stadt ein.
Durch die ab 1967 von Bürgermeister Erich Sulzer veranlassten Eingemeindungen entstand die Großgemeinde Herzogenburg. Begonnen wurde dabei 1967 mit Ederding, abgeschlossen wurde der Prozess mit St. Andrä an der Traisen und Gutenbrunn, wo 1971 bei der entscheidenden Sitzung aus Protest sogar von Unbekannten in den Gemeinderat geschossen wurde.
2010 wurde die völlige Neugestaltung des Rathausplatzes abgeschlossen.

### Bevölkerungsentwicklung

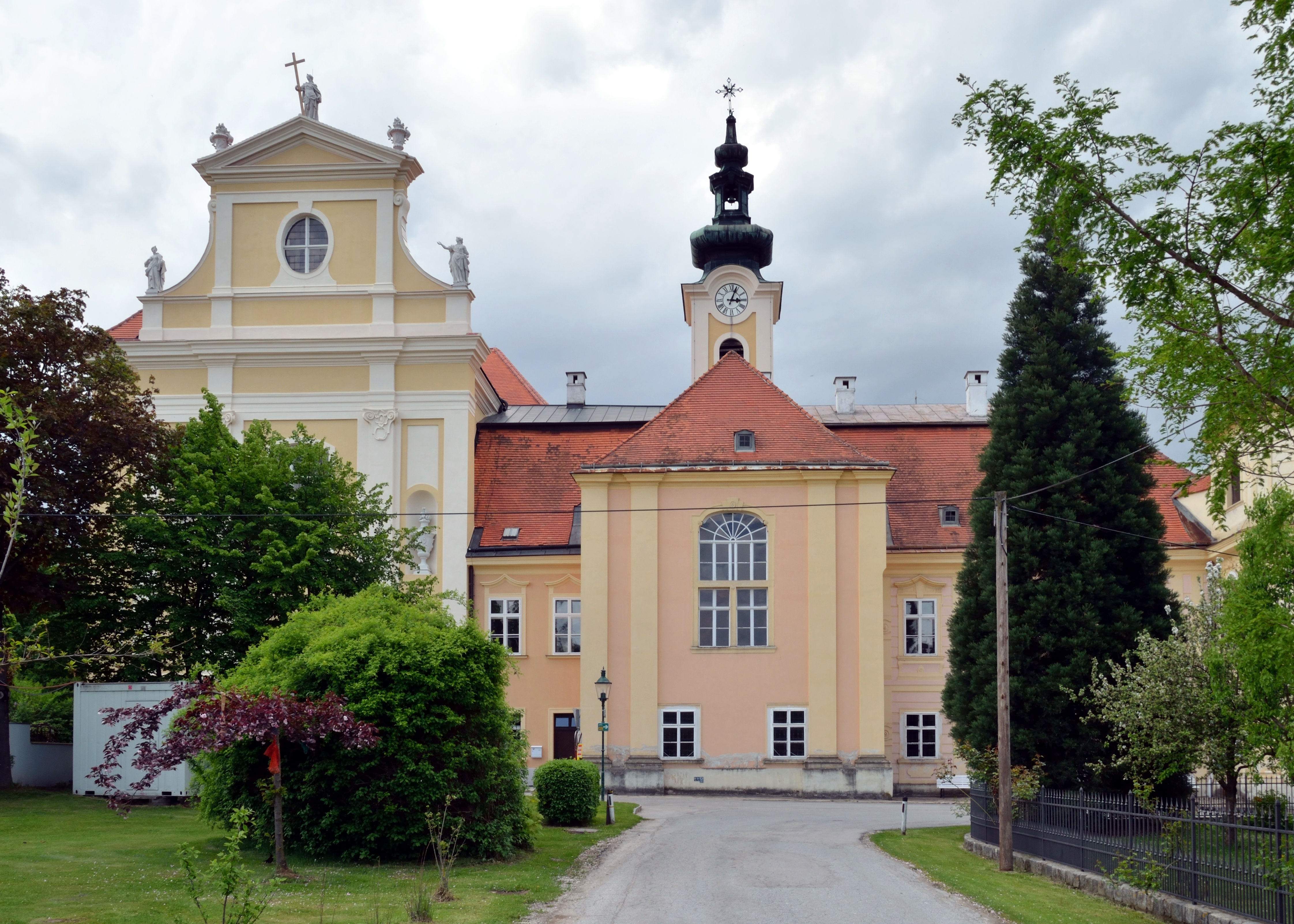
Pfarrkirche Maria Himmelfahrt

| Herzogenburg: Einwohnerzahlen von 1869 bis 2025     | Herzogenburg: Einwohnerzahlen von 1869 bis 2025 | Herzogenburg: Einwohnerzahlen von 1869 bis 2025 | Herzogenburg: Einwohnerzahlen von 1869 bis 2025 | Herzogenburg: Einwohnerzahlen von 1869 bis 2025 |
| --------------------------------------------------- | ----------------------------------------------- | ----------------------------------------------- | ----------------------------------------------- | ----------------------------------------------- |
| Jahr                                                |                                                 |                                                 |                                                 | Einwohner                                       |
| 1869                                                | 1869                                            |                                                 | 4.322                                           | 4.322                                           |
| 1880                                                | 1880                                            |                                                 | 4.500                                           | 4.500                                           |
| 1890                                                | 1890                                            |                                                 | 4.768                                           | 4.768                                           |
| 1900                                                | 1900                                            |                                                 | 5.396                                           | 5.396                                           |
| 1910                                                | 1910                                            |                                                 | 6.398                                           | 6.398                                           |
| 1923                                                | 1923                                            |                                                 | 5.935                                           | 5.935                                           |
| 1934                                                | 1934                                            |                                                 | 6.371                                           | 6.371                                           |
| 1939                                                | 1939                                            |                                                 | 6.226                                           | 6.226                                           |
| 1951                                                | 1951                                            |                                                 | 6.437                                           | 6.437                                           |
| 1961                                                | 1961                                            |                                                 | 6.805                                           | 6.805                                           |
| 1971                                                | 1971                                            |                                                 | 7.423                                           | 7.423                                           |
| 1981                                                | 1981                                            |                                                 | 7.299                                           | 7.299                                           |
| 1991                                                | 1991                                            |                                                 | 7.461                                           | 7.461                                           |
| 2001                                                | 2001                                            |                                                 | 7.738                                           | 7.738                                           |
| 2011                                                | 2011                                            |                                                 | 7.790                                           | 7.790                                           |
| 2021                                                | 2021                                            |                                                 | 7.866                                           | 7.866                                           |
| 2025                                                | 2025                                            |                                                 | 7.990                                           | 7.990                                           |
| Quelle(n): Statistik Austria, Gebietsstand 1.1.2021 |                                                 |                                                 |                                                 |                                                 |

## Kultur und Sehenswürdigkeiten
- Augustiner-Chorherren Stift Herzogenburg: Bekannt ist Herzogenburg auch durch das Stift Herzogenburg der Augustiner-Chorherren. Dieses wurde mit Ausnahme der Stiftskirche mit Eigenmitteln des Stiftes, aber auch mit beträchtlichen Mitteln der Stadtgemeinde, des Landes NÖ, sowie vielen Spenden als Vorbereitung für das 900-jährige Bestandsjubiläum 2012 umfassend renoviert. Damit bleibt eines der wertvollsten Baudenkmäler Österreichs der Nachwelt im Originalzustand erhalten.
- Schloss Gutenbrunn
- Schloss Heiligenkreuz mit der Pfarrkirche Gutenbrunn-Heiligenkreuz
- Das ehemalige Kloster der Augustiner-Chorherren Stift Sankt Andrä an der Traisen wurde bis 2015 als Geriatriezentrum der Gemeinde Wien genutzt.

### Regelmäßige Veranstaltungen
- NÖKISS: die NÖKISS, die Niederösterreichischen Kindersommerspiele, finden alljährlich um Stift Herzogenburg statt. Diese sind ein besonderer Anziehungspunkt für Kinder an den beiden Wochenenden vor Schulbeginn.

## Wirtschaft und Infrastruktur
Nichtlandwirtschaftliche Arbeitsstätten gab es im Jahr 2001 328, die Zahl der land- und forstwirtschaftlichen Betriebe betrug nach der amtlichen Erhebung des Jahres 1999 121. Ein bekannter Weinbaubetrieb ist das Stiftsweingut Herzogenburg. Die Zahl der Erwerbstätigen am Wohnort betrug nach der Volkszählung 2001 3318 Personen, also wesentlich mehr als ein Drittel der Gesamtbevölkerung. Die Erwerbsquote lag 2001 bei 44 Prozent.

### Ansässige Unternehmen
Die Stadt ist ein wichtiges, regionales Zentrum der metallverarbeitenden Industrie. Die Industriebetriebe der Stadt, vor allem die Gebrüder-Grundmann-Werke, die heute der Schweizer Dormakaba und dem Georg-Fischer-Konzern gehören, spielen dabei als größte Arbeitgeber die bedeutendste Rolle.
Die Erber Group („Biomin“) hatte bis zur Übersiedlung in die neue Konzernzentrale in Getzersdorf Mitte 2015 ihre Firmenzentrale in Herzogenburg, das Mischwerk samt Auslieferungslager bleibt aber am Standort in Herzogenburg bestehen.

### Verkehr

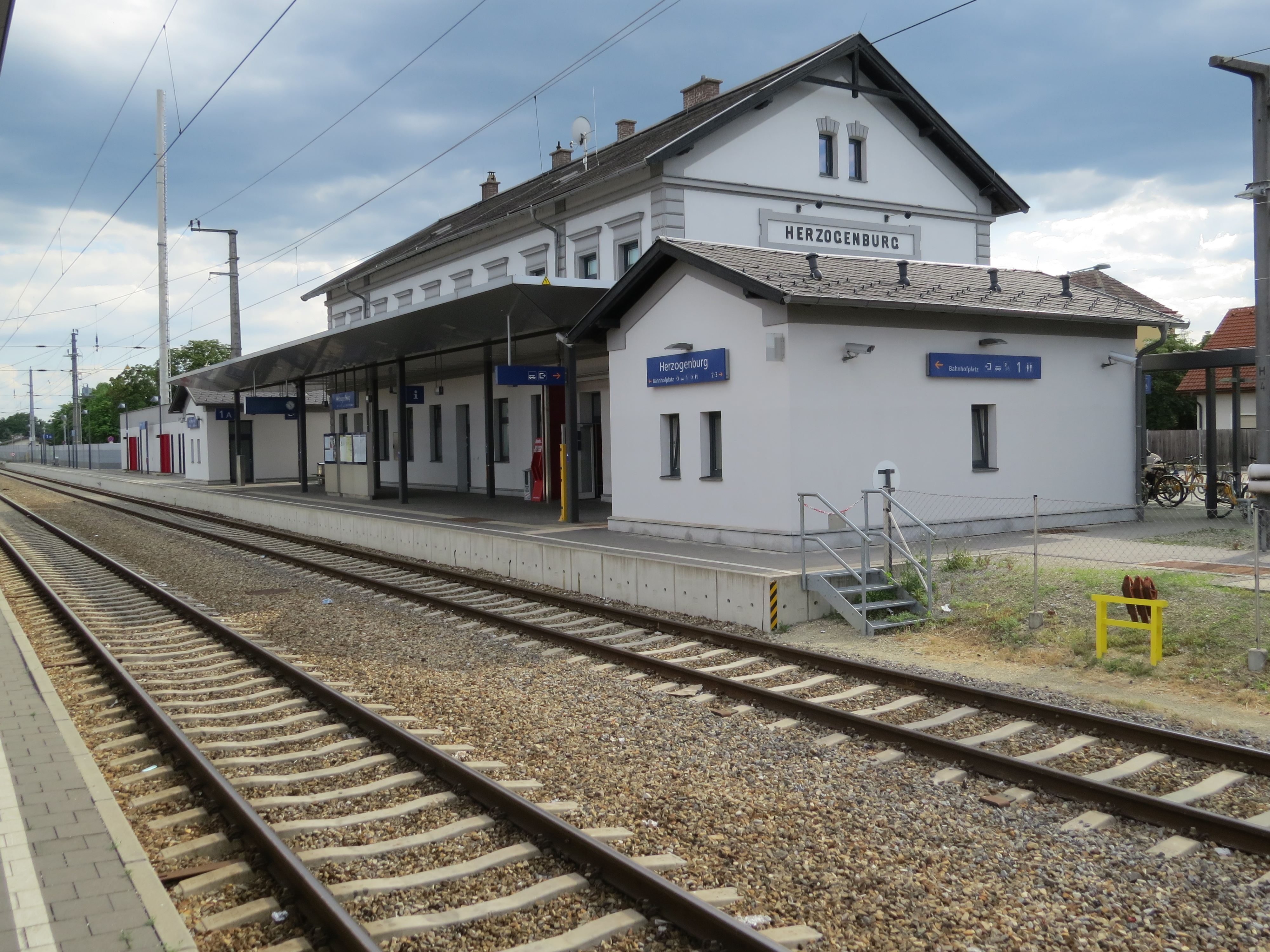
Bahnhof Herzogenburg (2018)

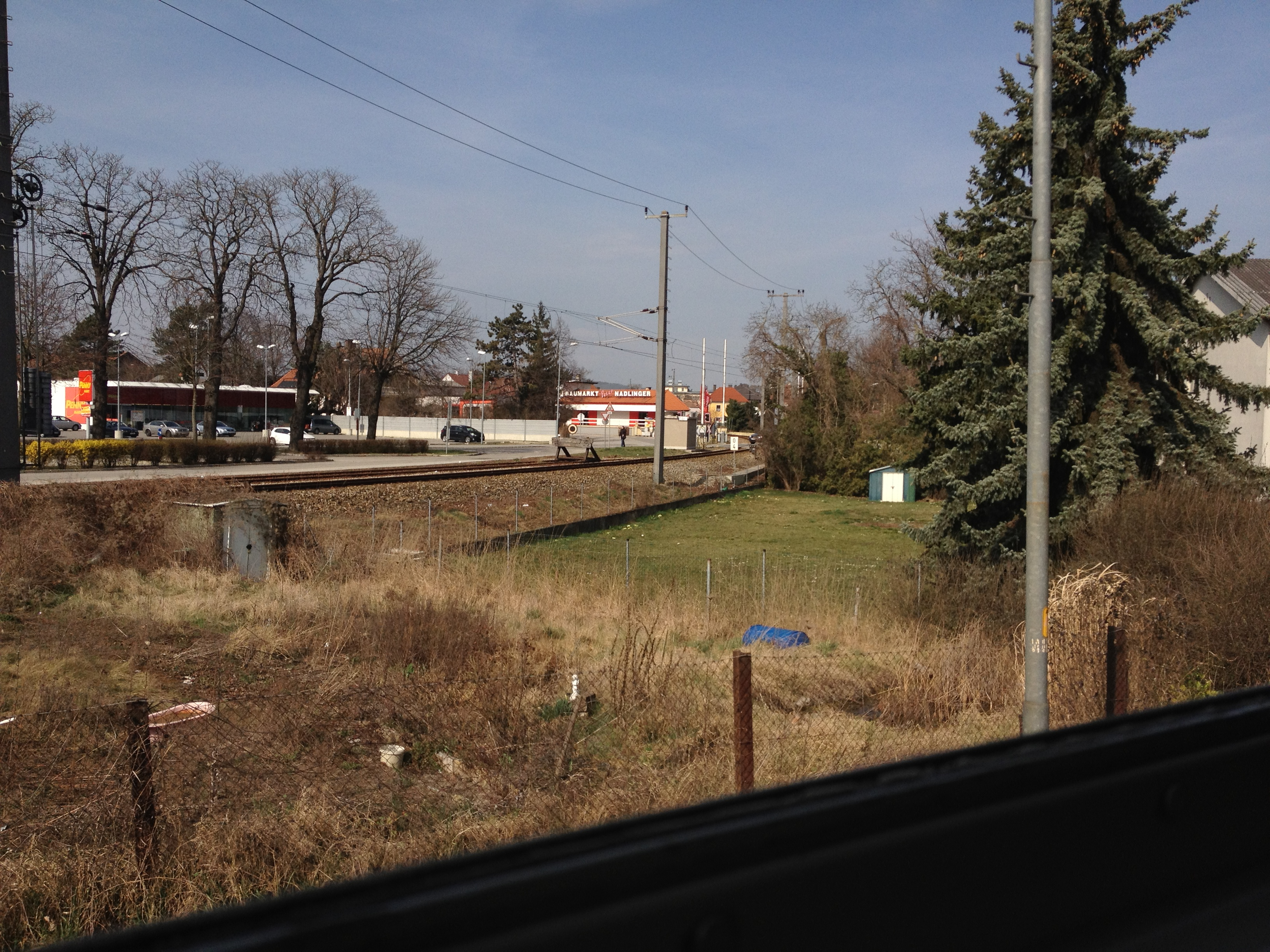
Abzweigung auf die Kremser Bahnstrecke in Herzogenburg (2014)

Straße: Herzogenburg liegt an der Kremser Schnellstraße S 33 und ist durch drei Auf- und Abfahrten (Herzogenburg Nord, Herzogenburg Stadt, Herzogenburg Süd) an diese angebunden. 2014 wurden die Bauarbeiten für die Errichtung der Auf- und Abfahrt Herzogenburg Stadt abgeschlossen.
Bahn: Herzogenburg liegt an der Tullnerfelder Bahn, von hier zweigt auch die Bahnlinie nach Krems an der Donau ab.
Rad: Der Traisentalradweg führt entlang der Traisen unmittelbar an Herzogenburg vorbei.

### Öffentliche Einrichtungen
- Zwei Volksschulen, eine Mittelschule, eine Polytechnische Schule.[7]
- Anton-Rupp-Freizeithalle: Veranstaltungs- und Sportzentrum inklusive Tennishalle, Minigolfplatz, Sauna- und Solariumbereich, Kegelbahn und Gastronomie.
- Erlebnisbad Aquapark: Erlebnisbad auf drei Hektar Fläche mit zahlreichen Bade- und Ruhezonen.

### Freiwillige Feuerwehren
Die FF Einöd, FF Gutenbrunn, FF Herzogenburg-Stadt, FF Oberndorf/Ebene, FF Ossarn und die FF Sankt Andrä an der Traisen sorgen für die Sicherheit der Stadtgemeinde.

## Politik

### Gemeinderat
Im Stadtgemeinderat gibt es bei insgesamt 33 Sitzen nach der Gemeinderatswahl vom 26. Jänner 2020 folgende Mandatsverteilung:
- SPÖ 17
- ÖVP 10
- Grüne 3
- FPÖ 3

### Bürgermeister
Bürgermeister der Stadtgemeinde war bis 12. November 2018 Regierungsrat Franz Zwicker (SPÖ), ihm folgte Vizebürgermeister Christoph Artner (SPÖ) nach, Stadtamtsdirektor ist Dominik Neuhold.

### Wappen
Wappenbeschreibung: In Silber ein roter, goldbewehrter Adler mit goldenen Flügelspangen.
Das Wappen stammt ursprünglich vom Unteren Markt und wurde 1808 vom vereinigten Markt übernommen.

## Persönlichkeiten

### Söhne und Töchter der Stadt
- Kaspar Leutgeb († 1546), Abt des Benediktinerklosters Niederaltaich 1536–1546
- Sigismund II. Braun (1660–1716), Abt des Zisterzienserstiftes Lilienfeld 1695–1716
- Johann Michael Sattler (1786–1847), Landschaftsmaler
- Franz Käfer (1891–1962), Politiker, Bürgermeister von St. Pölten 1945–1950
- Klemens Flossmann (1892–1951), Architekt
- Othmar Toifl (1898–1934), Polizeibeamter und einer der Ermordeten des sogenannten Röhm-Putsches
- Albert Armin Ehrenzweig (1906–1974), österreichisch-amerikanischer Rechtswissenschaftler
- Harald Funk (1918–1992), Chemiker
- Fred Lembeck (1922–2014), Arzt und Pharmakologe
- Hans Heinz Hahnl (1923–2006), Journalist und Schriftsteller
- Karl Gruber (1929–2011), Politiker (SPÖ)
- Erich Sulzer (1929–1987), Politiker (SPÖ)
- Willi Gruber (1930–2012), Politiker (SPÖ), Bürgermeister von St. Pölten 1985–2004
- Maximilian Fürnsinn (* 1940), Propst des Stiftes Herzogenburg 1979–2019
- Anton Rupp (1941–2021), Politiker (SPÖ), Landtagsabgeordneter in Niederösterreich und Bürgermeister von Herzogenburg
- Eik Breit (* 1954), Musiker und Schauspieler
- Anton Burger (* 1963), Violinist und Komponist
- Simon Zöchbauer (* 1988), Musiker und Festivalleiter

### Mit der Stadt verbundene Persönlichkeiten
- Georg Donberger (1709–1768), Augustiner-Chorherr, Kapitular und Klosterkomponist
- Carl Grundmann (1818–1878), Schlosser, erster österreichischer Lokführer der Donaumonarchie, Fluchthelfer Kaiser Ferdinands 1848, Lokführer Kaiser Franz Josephs und Kaiser Ferdinands, Gründer der größten Schließtechnikwerke der Habsburger-Monarchie in Herzogenburg
- Philipp Manuel Gutmann (* 1993), Komponist, Musiklektor und Musikwissenschafter
- Erwin Musger (1909–1985), Flugzeug- und Fahrzeugkonstrukteur, der ab 1930 in Herzogenburg lebte und Mitglied des dortigen Segelfliegerclubs war, Erfinder des Preßstahlrahmens für die Puch-Motorräder und dadurch Mitbegründer des österreichischen Wirtschaftswunders
- Minna Nemec († 1971), einziger Arzt Herzogenburgs 1945, sozialdemokratische Gemeinderätin
- Simone Stelzer (* 1969), Sängerin, Schauspielerin
- Josef Scherrer (1908–1989), Politiker (ÖVP) und Kaufmann
- Reinhard Wolf (* 1960), Manager